# اسوالدو چیویرانی
اُسوالدو چیویرانی (ایتالیایی: Osvaldo Civirani؛ ‏ ۱۹ مهٔ ۱۹۱۷ – ۲۰ فوریهٔ ۲۰۰۸) کارگردان و تهیه‌کننده فیلم اهل ایتالیا بود.
از فیلم‌هایی که وی در آن‌ها نقش داشته است، می‌توان به لو مان، میانبری به جهنم و طاووس سیاه اشاره نمود.